# Les Démons du midi
Les Démons du midi était une émission de variétés diffusée à la télévision de Radio-Canada de 1987 à 1993. Elle était animée par Gilles Latulippe et Suzanne Lapointe.